# 目崎啓志
目崎 啓志（めざき ひろゆき、1993年8月4日 - ）は、日本の元ラグビー選手。

## プロフィール
- 東京都足立区出身。
- 現役時代のポジションはロック(LO)、フランカー(FL)。高校まではBKだった[1]。
- 身長 186cm、体重 100kg。
- ニックネームはめーちゃん、めさき。
- U20日本代表候補に選ばれたことがある[2]。

## 来歴
15歳からラグビーを始めた。
2012年、獨協埼玉高校卒業後、筑波大学に入る。
2016年、筑波大学卒業後、NTTコミュニケーションズシャイニングアークス(現・NTTコミュニケーションズ シャイニングアークス東京ベイ浦安)に加入。同年9月3日に行われたジャパンラグビートップリーグ第2節のリコーブラックラムズ戦に先発出場で公式戦初出場を果たした。
2022年、現役を引退した。